# Stenopialea milleri
Stenopialea milleri är en tvåvingeart som beskrevs av Barraclough 1985. Stenopialea milleri ingår i släktet Stenopialea och familjen kulflugor. Inga underarter finns listade i Catalogue of Life.